# Ami-kiri

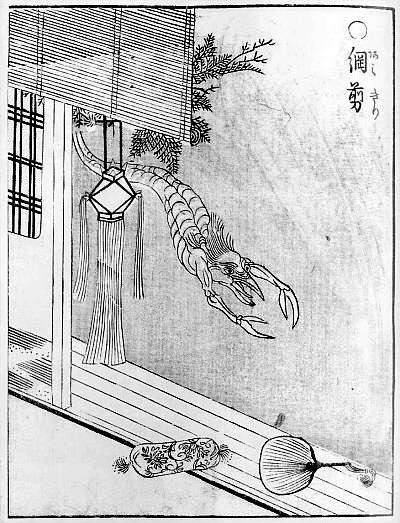
O Ami-kiri como imaginado por Toriyama Sekien.

Ami-kiri (網切 ou 網剪) — "cortador de rede" — é um youkai japonês ilustrado por Toriyama Sekien no seu Gazu Hyakki Yako. Foi retratado como um animal semelhante a uma cobra voadora com cabeça de pássaro e patas de lagosta. Diz que o ami-kiri é uma criatura travessa que faz buracos em mosquiteiros durante as noites de verão e que também pode ser visto danificando redes de pesca e roupas colocadas ao sol para secar.